# Володимирівська сільська рада (Баштанський район)
Володи́мирівська сільська́ ра́да — адміністративно-територіальна одиниця та орган місцевого самоврядування в Казанківському районі Миколаївської області. Адміністративний центр — село Володимирівка.

## Загальні відомості
- Населення ради: 3 008 осіб (станом на 2001 рік)

## Населені пункти
Сільській раді підпорядковані населені пункти:
- с. Володимирівка
- с-ще Лісове
- с. Новосілля

## Склад ради
Рада складається з 20 депутатів та голови.
- Голова ради: Капуста Олена Володимирівна
- Секретар ради: Перевєрзєва Світлана Миколаївна

### Керівний склад попередніх скликань
| Прізвище, ім'я, по батькові | Основні відомості                                                         | Дата обрання | Дата звільнення |
| --------------------------- | ------------------------------------------------------------------------- | ------------ | --------------- |
| Капуста Олена Володимирівна | Сільський голова, 1955 року народження, освіта вища, позапартійна         | 26.03.2006   | 31.10.2010      |
| Капуста Олена Володимирівна | Сільський голова, 1955 року народження, освіта вища, член Партії регіонів | 31.10.2010   |                 |
| Довгий Павло Іванович       | Сільський голова, 1964 року народження, освіта вища                       | 25.10.2015   |                 |

Примітка: таблиця складена за даними сайту Верховної Ради України

### Депутати
За результатами місцевих виборів 2010 року депутатами ради стали:

#### За суб'єктами висування
| Суб'єкт висування | Кількість обраних депутатів | %  |
| ----------------- | --------------------------- | -- |
| Партія регіонів   | 17                          | 85 |
| Самовисування     | 3                           | 15 |

#### За округами
| № округу        | Прізвище, ім'я, по батькові     | Дата визнання обраним | Освіта  | Партійна приналежність                        | Відомості про обраного депутата                                                           |
| --------------- | ------------------------------- | --------------------- | ------- | --------------------------------------------- | ----------------------------------------------------------------------------------------- |
| Партія регіонів |                                 |                       |         |                                               |                                                                                           |
| 1               | Лупащенко Людмила Миколаївна    | 01.11.2010            | середня | член Партії регіонів                          | підприємець                                                                               |
| 2               | Карауш Валерій Анатолійович     | 01.11.2010            | вища    | член Партії регіонів                          | СТОВ «Обрій», заступник директора                                                         |
| 3               | Влощинська Людмила Олександрів  | 01.11.2010            | середня | член Партії регіонів                          | Володимирівська загальноосвітня школа, вчитель початкових класів                          |
| 5               | Перевєрзєва Світлана Миколаївна | 01.11.2010            | середня | член Партії регіонів                          | Володимирівська сільська рада, секретар                                                   |
| 6               | Стогній Олексій Михайлович      | 09.01.2011            | середня | член Партії регіонів                          | ФГ «Лан-С», голова                                                                        |
| 7               | Слінченко Людмила Вікторівна    | 01.11.2010            | середня | член Партії регіонів                          | Володимирівський дитячий садок «Світлячок», завідувачка                                   |
| 8               | Журба Оксана Олексіївна         | 01.11.2010            | середня | член Партії регіонів                          | Володимирівська сільська рада, спеціаліст ІІ категорії з бухгалтерського обліку           |
| 9               | Чернега Сергій Олександрович    | 01.11.2010            | середня | член Партії регіонів                          | ДП «Володимирівське ЛГ», майстер лісу                                                     |
| 10              | Пшеничний Юрій Леонтійович      | 01.11.2010            | середня | член Партії регіонів                          | Володимирівська дільнична філія Казанківського району ВАТ ЕК «Миколаївобленерго», майстер |
| 12              | Рудницький Іван Семенович       | 01.11.2010            | середня | член Партії регіонів                          | ДП «Володимирівське ЛГ», лісничий                                                         |
| 13              | Кузьма Наталя Олександрівна     | 01.11.2010            | вища    | член Партії регіонів                          | Володимирівська дільнична лікарня, головний лікар                                         |
| 15              | Малишев Микола Іванович         | 01.11.2010            | середня | член Партії регіонів                          | ООО"ДЮК", директор                                                                        |
| 16              | Мелехов Віталій Миколайович     | 01.11.2010            | вища    | член Партії регіонів                          | ДП «Володимирівське ЛГ», головний лісничий                                                |
| 17              | Мелехов Микола Миколайович      | 01.11.2010            | середня | член Партії регіонів                          | ФГ «Меліхов», директор                                                                    |
| 18              | Абрамович Борис Анатолійович    | 01.11.2010            | вища    | член Партії регіонів                          | Володимирівська школа-інтернат, директор                                                  |
| 19              | Волобоєв Володимир Валентинович | 01.11.2010            | середня | член Партії регіонів                          | підприємець                                                                               |
| 20              | Колотуша Анатолій Іванович      | 01.11.2010            | середня | член Партії регіонів                          | ДП «Володимирівське ЛГ», керівник Володимирівського мисливського господарства             |
| Самовисування   |                                 |                       |         |                                               |                                                                                           |
| 4               | Гаршенін Анатолій Михайлович    | 01.11.2010            | середня | позапартійний                                 | пенсіонер                                                                                 |
| 11              | Пігарьов Сергій Іванович        | 01.11.2010            | середня | позапартійний                                 | тимчасово не працює                                                                       |
| 14              | Андрійків Олександр Михайлович  | 01.11.2010            | середня | член Всеукраїнського об'єднання «Батьківщина» | Володимирівська дільнична лікарня, водій швидкої допомоги                                 |